# James Robert Baker
James Robert Baker (Long Beach, California; 18 de octubre de 1946 – Pacific Palisades, California; 5 de noviembre de 1997) fue un escritor estadounidense muy satírico, especialmente en temas de ficción transgresiva. Su obra está ambientada principalmente en el sur de California. Después de graduarse en la UCLA comenzó su carrera como guionista, pero se desanimó y empezó a escribir novelas. Aunque cosechó grandes éxitos con sus libros Fuel-Injected Dreams (Sueños inyectados de combustible) y Boy Wonder (Chico maravilla), después de la polémica generada tras la publicación de su novela Tim and Pete (Tim y Pete), debida a la radicalidad y violencia de su crítica al neoconservadurismo republicano estadounidense, tuvo grandes problemas para poder volver a publicar, lo que según su pareja fue un factor que contribuyó a que se suicidara.
Su obra ha alcanzado un estatus de culto en los años posteriores a su muerte: las primeras ediciones de las copias de sus primeros trabajos son codiciados objetos de coleccionista, y otras dos novelas suyas han sido publicadas póstumamente. Una de ellas, Testosterone (Testosterona), fue adaptada en 2003 al cine en una película del mismo nombre, aunque no fue un éxito financiero. Los derechos de Boy Wonder y Fuel-Injected Dreams han sido también adquiridos para realizar su adaptación a la gran pantalla, pero no han llegado a producirse.

## Juventud

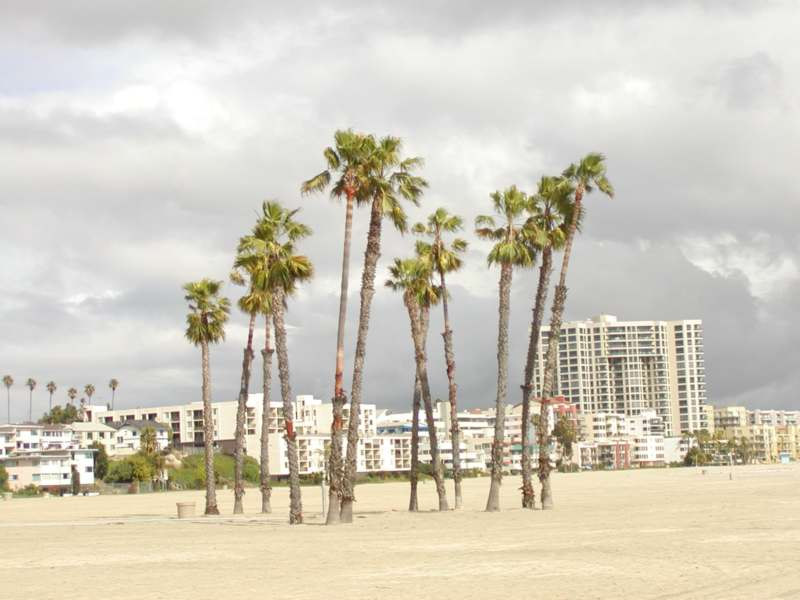
Long Beach, ciudad natal de James Robert Baker.

Baker nació el 18 de octubre de 1946 en Long Beach, California, y se crio en lo que denominaba un «sofocante hogar republicano del sur de California». 
Como una rebelión contra sus padres, comenzó a sentirse atraído por elementos marginales de la sociedad, lo que incluía a beatniks, 
artistas y homosexuales. 
En la década de 1960, durante su educación secundaria (high school) exploró su sexualidad en clubes underground para adolescentes gais, mientras vivía con el miedo de que su «psicópata y derechista» padre le descubriera: en un momento dado, su padre llegó a contratar los servicios de un detective privado para seguirle, cuando especulaba que Baker mantenía una relación con uno de sus vecinos. 
Esta dinámica familiar se vería reflejada en gran cantidad de sus novelas, especialmente en Tim and Pete.
Baker comenzó a experimentar con las drogas y llegó a ser, según sus propias palabras, «un adolescente loco fuera de control». 
También empezó a beber mucho, lo que atribuía a que aún no había salido del armario. De todos modos, incluso tras haber salido del armario, el abuso de las drogas continuó siendo excesivo y «todavía tenía una vida propia». Después de dejar la bebida acudió a la facultad de cine de la Universidad de California en Los Ángeles (UCLA), donde fue uno de los ganadores del Samuel Goldwyn Writing Awards. 
Asimismo dirigió dos películas: Mouse Klub Konfidential y Blonde Death. Mouse Klub Konfidential es una película sobre un mousekeeter, uno del grupo de niños que aparecían en el programa de televisión Mickey Mouse Club en los años 1950, que se convierte en un pornógrafo gay bondage. El filme tuvo una polémica recepción en el Frameline Film Festival de San Francisco en 1976, dado que algunos espectadores creyeron que Baker estaba en realidad promoviendo el nazismo. 
Igualmente se atribuye a la película el hecho de que Michael Medved abandonara su sueño de hacer películas y se convirtiera en crítico de cine.

## Obra
La ambición en la vida de Baker era ser escritor. Tras graduarse en la UCLA estuvo cinco años escribiendo guiones en Hollywood, algo que llegó a odiar. Aunque económicamente triunfaba, se sentía frustrado porque su obra no se estaba produciendo. "Me siento como un vendedor a domicilio con todas estas reuniones de lanzamientos... [llenas de] rabiosos y horribles idiotas". 
Perdió las ganas de trabajar y, desilusionado, puso toda su atención en las novelas, aunque en un principio era solo una ocupación secundaria. Tras la publicación en 1986 de su segunda novela, Fuel-Injected Dreams, Baker dejó de escribir guiones para concentrarse exclusivamente en sus libros. Pasaba la mayor parte del día escribiendo e investigando, y representaba los personajes y escenas de sus novelas en vídeo para perfeccionar el diálogo.
En lo que puso más empeño fue en la literatura de temática homosexual, aunque también escribió sobre la industria del entretenimiento. Fundamentalmente satírica, su obra estaba llena de una creciente y clara rabia y desprecio hacia la agenda neo-con republicana, sobre todo después de que la pandemia del sida comenzase a afectar a gran parte de la comunidad gay. El origen de la rabia de Baker y de, según decía, muchos otros homosexuales, residía y se originaba en el dolor de ver a amigos y otros seres queridos morir de sida. Esa rabia se dirigía hacia los sectores conservadores de la sociedad que atacaban a la comunidad gay, a los que culpaba de la alta cifra de fallecidos. Admitía también la responsabilidad de la comunidad homosexual al respecto, a la promiscuidad sexual que continuó dándose, pero insistía en que «el principal problema es que el sida fue ignorado por demasiados años por (...) gente a la que no le importaba o incluso se alegraban de lo que estaba pasando».
La radicalidad de su postura hizo que Baker, considerado una de las voces más importantes en la literatura gay, tuviera tanto admiradores como detractores entre la comunidad literaria establecida, así como en la propia comunidad LGBT.
Autodescrito anarquista, la obra de Baker ha sido también clasificada como ficción transgresiva. Sus novelas estaban frecuentemente pobladas de personajes sociópatas y nihilistas que tomaban parte en comportamientos como el consumo de drogas duras, incesto, necrofilia y otras prácticas tabú, incluso llegando a cometer actos de violencia extrema y surrealista. 
Hombre de gustos eclécticos, Baker citaba como influencia literaria a escritores y directores de cine desde Proust hasta Jim Thompson y Sam Peckinpah. También admiraba al escritor punk Dennis Cooper.
Su obra está repleta de referencias a la cultura pop, tanto en cine como en la música, así como en la política. En más de uno de sus libros se mencionan Touch of Evil de Orson Welles y The Searchers de John Ford y se hace referencia virtualmente en cada novela que escribió al grupo musical Roxy Music. Las imágenes de sus novelas son muy cinematográficas y utilizaba expresiones propias del medio, como "fade in/fade out", "corte rápido" y "VistaVision"; y frases como "un montaje que se remonta a los próximos quince años" y "si el último carrete de la vida de Cheryl hubiese sido una película technicolor en el CinemaScope...". Debido a esta narrativa conducida, sus libros parecen una película escrita en papel.

### Adrenaline

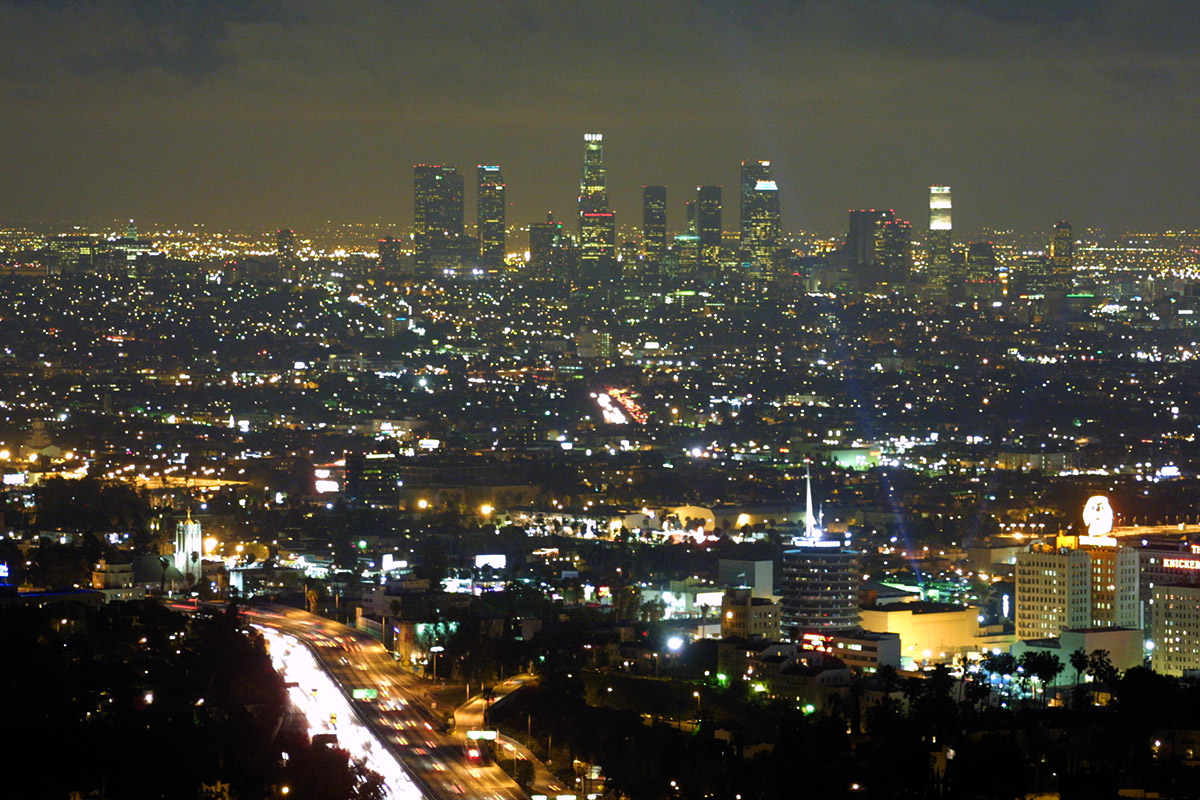
Vista de Los Ángeles desde las colinas de Hollywood. Los Ángeles y el sur de California en general conforman el paisaje en el que se desarrollan las novelas de Baker.

Su primer libro, Adrenaline (1985), se publicó bajo el seudónimo James Dillinger. 
La novela, que cuenta la historia de dos amantes homosexuales fugitivos, presagiaba la sátira y la violencia provocada por las drogas que sería prominente en sus libros posteriores y el autor comenzó a desarrollar en ella los temas que dominaron sus siguientes trabajos: la anarquía; la rabia y cierta paranoia que caracterizaba a sus personajes homosexuales; el lado oscuro de Los Ángeles, en yuxtaposición con su soleada imagen externa; la hipocresía de la religión organizada; el sexo anónimo y sus implicaciones en la era del sida; y la homofobia y opresión de los homosexuales en unos Estados Unidos dominados por los republicanos.
La novela comienza con dos chicos, Nick y Jeff, a los que la exaltación química y una atracción instantánea les conduce una playa después de la medianoche. En el calor del momento, les interrumpen unos policías que les atacan y, en la lucha, un policía muere. Nick y Jeff acaban huyendo a través de Los Ángeles en su peor momento. Impulsados por la pasión, el miedo y la metanfetamina, su odisea a través del sur de California se convierte en una pesadilla de huidas precipitadas y encuentros extraños con, entre otros, un productor de cine en decadencia, un religioso corrupto, un neurocirujano loco y un policía psicótico.
Pese a la trama enfocada en su precipitada y accidentada huida, la novela se eleva sobre este género proyectando una mirada clara y cautelosa sobre la oscuridad perturbadora que se oculta bajo la superficie pulida de la sociedad. Esto, más que cualquier otra cosa, hace de la historia de Nick y Jeff, «su amor y su vuelo, una moderna parábola de la redención», un «thriller negro salpicado de viñetas hilarantes» en el que la visión irónica de Baker es a la vez «un aullido anarquista de rabia ante la opresión y la cultura sin alma de Hollywood».
La trama de la novela, con personajes débiles que se ven forzados a huir debido a circunstancias fuera de su control fue algo que Baker exploró en toda su obra posterior. El modesto éxito de esta novela le animó a dedicarse a las que se han convertido en sus obras más conocidas, Fuel-Injected Dreams, una novela que gira en torno a un personaje vagamente basado en el productor musical Phil Spector, y Boy Wonder, una versión satírica del frenético estilo de vida del Hollywood de los ricos e infames.

### Fuel-Injected Dreams

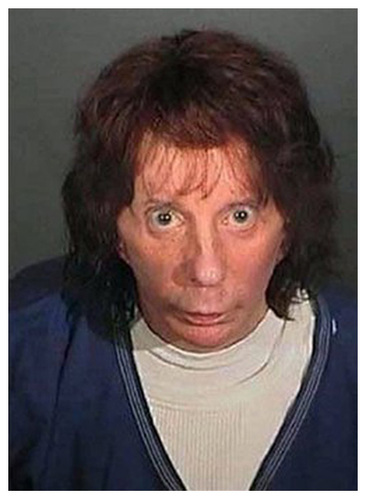
Phil Spector, productor musical especializado en grupos femeninos, fue declarado en 2009 culpable de homicidio en segundo grado por la muerte en 2003 de la actriz de películas de bajo presupuesto Lana Clarkson.

Fuel-Injected Dreams (1986) es un clásico de culto de Baker. En esta novela Baker realizó un ambicioso intento de mezclar un estilo narrativo conducido con una igualmente conducida procesión de personajes y sucesos. No obstante, la historia que está en el corazón de la novela es esencialmente un roman à clef, un retrato disfrazado de ficción de la industria discográfica, simplista y sin sentido.
El personaje protagonista, Dennis Contrelle (vagamente basado en la leyenda de Phil Spector), es retratado como un importante productor musical en la década de 1960, creador de grandes éxitos con grupos de chicas y bandas de música surf, una especie de Wagner del pop, que se retiró a finales de la década y desapareció en su mansión en algún lugar de Los Ángeles. En el tiempo en que transcurre la novela sigue viviendo allí con su esposa Sharlene, la cantante de su grupo más grande, Stingrays, prisionera de Contrelle, que se ha convertido una especie de Svengali dañado por las drogas.
El narrador de la novela es un disc-jockey radiofónico nocturno, Scott Cochrane, que creció con la música de Dennis Contrelle y tuvo en su adolescencia un enamoramiento por Sharlene, cuyo disco Fuel Injected Dreams, un clásico de los años 60, está ligado en su mente con su primera novia, Cheryl, que desapareció misteriosamente el verano de lanzamiento del álbum, después de que él rechazara casarse con ella, que estaba embarazada. Cuando Cochrane hace de menos en su programa una de las canciones de Contrelle, el productor llama por teléfono para quejarse. La relación que surge entre ambos a partir de ese momento despierta los recuerdos de Cochrane: la sorprendente similitud física entre Sharlene y Cheryl genera en el disc-jockey una serie de sospechas de las que Contrelle podría tener la clave y que le llevan a involucrarse en el mundo de intriga sexual sadomasoquista del matrimonio Contrelle.

### Boy Wonder
En su tercera novela, Boy Wonder (1988), Baker realizó un retrato satírico de la frenética vida de Hollywood, «una especie de El valle de las muñecas de la generación cocaína» según Publishers Weekly, una caricatura del estilo de vida de los ricos e infames. El protagonista, de cuyo apelativo toma nombre la novela, se llama Shark Trager y es presentado como un magnate del cine de serie B que se mueve por el firmamento de Hollywood «como una supernova de baratillo», una leyenda de la industria del cine que acaba quemándose y muriendo trágicamente a la edad de 38 años.
La historia de este personaje, un «llamativo enfant terrible», es contada en un estilo oral, a través de las voces de amigos, socios, familiares y enemigos. A través de sus ojos, el lector es testigo del ascenso y caída de un matón sádico y maestro del shock cinematográfico. Las películas de Trager, el boy wonder, reflejan su estilo de vida: un mundo de sexo casual y violencia, drogas y chantaje, maledicencia, intriga despiadada y finanzas oscuras que acaba estableciendo un reino de terror como empresario y magnate del cine. La trayectoria vital del personaje tiene ciertos paralelismos con la del mismo Baker: su nacimiento en el sur de California, una infancia infeliz de clase media, una lujuria adolescente no correspondida y el haber sido aprendiz de cineasta en la UCLA.
Según Trashfiction.co.uk, es casi imposible reducir la historia de esta novela a una sinopsis, porque carecería de sentido si se resumiera, comentando que es «el libro más salvaje y logradamente exagerado que nadie podría pensar en encontrar: ningún exceso es tan grande que no se pueda sobrepasar, ninguna profundidad es tan absurda que no puede ser sondeada». Repleto de pequeñas bromas y guiños al lector, las reseñas señalan la complejidad de la trama, repleta de coincidencias y de hilos sueltos que acaban de algún modo acoplándose entre sí como uno de sus mayores logros.

### Tim and Pete
Tim and Pete (1993), fue la cuarta y última novela de Baker publicada antes de su suicidio en 1997. La novela cubre un periodo de 36 horas en el que el narrador, Tim, se da cuenta de que se encuentra varado en Laguna Beach, busca a su expareja Pete y trata de volver a su casa de Santa Mónica y recuperar su relación con Pete. Sus aventuras durante el viaje a la cara oscura de Los Ángeles, en un entorno a menudo hostil, se vuelven cada vez más surrealistas, alimentadas por la falta de sueño y una bebida enriquecida con mescalina, en la que interviene un elenco de extraños personajes secundarios: un cineasta obsesionado por lo oculto, una lesbiana leather, una drag queen y finalmente una banda de gais anarquistas que van rumbo a Bel Air con un coche lleno de explosivos y el asesinato en mente.
La novela contiene una buena dosis de humor negro que intenta ocultar la omnipresente destrucción causada por el sida: el libro está poblado por los fantasmas y los recuerdos de los personajes muertos, mientras que los que sobreviven encuentran el virus moviéndose con sigilo en cada conversación. Y en el corazón oscuro de la epopeya está el esqueleto en ruinas de «la casa de baños más populares en West Hollywood», que se cierne sobre la historia como un moderno Auschwitz: «Sólo Dios sabe cuántos hombres se infectaron aquí».
El tono dominante en la novela es de rabia, tanto contra los neoconservadores estadounidenses, que celebraban el sida como la ira de Dios, como contra la respuesta de la comunidad homosexual de un sufrido victimismo, que acaba conduciendo la narración hacia una temeridad desesperada: «¡A la mierda morir con dignidad!», explota uno de los personajes. «¡Demasiadas personas han muerto ya, y no hay nada digno de una pila de cadáveres!».
El mismo Baker era consciente de que el libro iba a ser polémico y provocó deliberadamente la mayor parte de las reacciones que recibió. En una entrevista con Rich Grzesiak dijo: «Tim y Pete trata de transmitir en forma impresa lo que la gente realmente piensa más que lo que deben pensar o lo que es políticamente correcto». El mismo final inconcluso de la novela, en la que no queda claro si los gais anarquistas logran hacer volar por los aires a la clase política conservadora, contiene una provocación al lector. Baker dijo que muchos de los temas problemáticos de la novela no estaban resueltos en la vida real y pensaba que habría sido falso ofrecer una «barata, violenta catarsis en el final. [...] ¡Mi fantasía era dejar a los lectores tan enfurecidos que tirasen el libro al suelo y se dirigieran directamente a una tienda de armas, porque querrían tanto ver el final que se darían cuenta de que la única manera de que llegara a suceder es si lo llevaran a cabo ellos en la vida real!».

### Right-Wing

Grafiti «Wanted - George Walker Bush - Dead» (Se busca - George Walker Bush - Muerto). Las novelas de Baker manifiestan una violenta y clara oposición a la agenda neoconservadora en los Estados Unidos.

Right-Wing (Ala derecha) fue publicada por Baker en su propio sitio web, debido a las dificultades para encontrar una editorial que le publicase tras las críticas recibidas por Tim and Pete. Presentada en su sitio web como Right-Wing. A Political Parody, puede encontrarse también como Right-Wing (And Proud of it!) A Twelve-Point Master Plan for American Domination of the Next Century.
La novela está protagonizada por el coronel Frank C. Krieger, «un apuesto, encantador "hombre de uniforme", con una seria posibilidad de acceder a la Presidencia en el año 2000, la visión de Krieger del siglo XXI encarna los anhelos de su amada Coalición Cristiana: unos Estados Unidos "limpios" de toda disidencia, iconoclastia, y diversidad».
Continuando con su batalla contra la derecha conservadora estadounidense, Baker plantea que la novela debe ser leída no como una parodia, sino como una advertencia. Para el autor, el personaje principal expresa lo que la corriente dominante conservadora es suficientemente lista para callarse: «Con Bill Clinton reelegido, puede haber un deseo, entre los que creen en la diversidad, de sentir que pueden relajarse, que la guerra de la cultura se ha ganado. ¡Nada, me temo, podría estar más lejos de la verdad! Los nazis pueden haber sido detenidos en su intento de conquistar Gran Bretaña, pero yo soy uno que no dormirá tranquilo hasta que los ejércitos de la tolerancia hayan rodeado Virginia Beach, dejando a Pat y Dee Dee Robertson atrincherados en su búnker del Family Channel, sin más elección que morder la pastilla de cianuro, como otra pareja abominable hizo, no hace tanto tiempo, en Berlín».

### Testosterone
Tras la muerte de Baker en 1997, su pareja de toda la vida, Ron Robertson, se hizo cargo de sus obras. El año 2000 se publicó Testosterone, que ha sido definida como «una fantasía de venganza que no sabe cuando parar». La novela sigue al protagonista, Dean Seagrave, mientras busca a su examante, Pablo Ortega, por los alrededores de Los Ángeles. A través de su viaje por Malibú, Hollywood y cruzando áreas de Venice Beach, Dean llega a conocer más de lo que quería sobre Pablo, ese «asesino en serie emocional», a través del resto de damnificados, sus anteriores amantes. 
Poco a poco la descripción que se ofrece de Pablo lo va transformando de un simple ex, cruel y manipulador, en un «asesino en serie emocional», un sádico secuestrador de perros, un expolicía secreta chilena y torturador, y finalmente, un alto sacerdote de Palo Mayombe que no parpadea ante los sacrificios humanos. La incertidumbre, nunca resuelta por Baker, es si Pablo es verdaderamente tal monstruo o si Seagrave está psicóticamente engañado, lo que se suma a la ansiedad vertiginosa de la narración, que solo crece a medida que avanza el libro. El aumento de la tensión hace que el humor oscuro inexpresivo de Baker sea mucho más eficaz: Seagrave se lamenta de solo llevar su pistola, Glock (rima con cock, «polla») en un sex-club, porque «no creo que me dejaran entrar con un machete».
Según Joel Perry, en una reseña para la revista The Advocate, la novela se presenta como una supuesta transcripción de una serie de cintas dictadas por el protagonista, sosteniendo la larga narración «con una construcción inteligente y exposiciones situadas en los lugares adecuados». 
El protagonista apenas espera hasta acabar la primera página para anunciar: «Soy un tipo sin sandeces, y un maricón furioso, así que no me jodan porque estoy en una misión». Para despejar cualquier duda de que la novela pueda ser una dulce y sensible novela gay, continúa: «Atención a todos los reproductores: más os vale apartaros de mi camino como el puto Mar Rojo, porque estoy muy cabreado, y si estáis en mi camino, os voy a atravesar el culo y aplastar a vuestros bebés».
Según Ben Ehrenreich, en su artículo «A Quitter, a Chicana Role Model and One Angry Queer» (Una derrotista, una chicana ejemplar y un maricón furioso) para L.A. Weekly, Testosterone podría encuadrarse en un género, el de hombre gay furioso, con similitudes al más genérico hombre blanco furioso de un Michael Douglas en Un día de furia; el protagonista siente nostalgia de los días «en que la gasolina y la marihuana eran baratos, cuando se podía sentir la euforia de la autopista, cuando el sur de California era la utopía de un chico blanco. Los días de juerga, juerga, juerga. Antes de que los asesinos de color te disparasen en la cabeza para quitarte tu T-Bird». Pero, señala, Testosterone está más acosada por el fantasma del sida que por el cierre de factorías y las mujeres que trabajan, aunque esté suficientemente salpicado de diatribas contra los «frijoleros» como para que «el estereotipo de hombre blanco cabreado se sienta como en casa».
Los gais no salen tampoco bien parados en la novela, especialmente si son promiscuos, y las víctimas «obtienen lo que se merecen», según Ehrenreich, aunque en este caso sea tanto el sida como una muerte violenta. El crimen principal del exnovio del protagonista, Pablo, el único del que el lector está seguro de su culpa, es la traición de la pareja monógama que el protagonista idealiza. Pero no es el puritanismo el que conduce la rabia de la novela; Seagrave (y presumiblemente el mismo autor) no siente aprensión hacia el deseo libremente desencadenado, sino disgusto por la deshumanización que ve en el sexo compulsivo y anónimo, particularmente cuando ocurre bajo la sombra del VIH. Su rabia se dirige al culto al cuerpo, el fetichismo de la juventud y la agresiva conformidad de la vida homosexual urbana.

### Anarchy
Publicada en 2002 por Alyson Books, Anarchy (anarquía) fue la segunda novela de Baker editada por Scott Brassart. Originalmente se trataba de un más largo trabajo titulado Mean Beach. Del manuscrito crudo el editor fue capaz de seleccionar una sólida historia, al tiempo que se mantenía fiel al original: solo una referencia al en aquel momento presidente de los Estados Unidos George W. Bush (elegido tras el fallecimiento del autor) parece, si no fuera de lugar, demasiado moderna para haber estado en el manuscrito original.
La trama de la novela es un desafío histérico a la lógica, que mezcla la explosión de los pechos de una operada estrella televisiva, las píldoras dietéticas de Eva Braun, una falsificada grabación del asesinato de O. J. Simpson, un tiroteo en el búnker subterráneo de Hitler, un culto de tecnófilos fundamentalistas, una anciana arrojándose desde lo alto de una montaña y un asesino profesional de la mafia rusa obsesionado con las blasfemias, dirigiendo la novela al punto en que Catherine Deneuve anima al protagonista, el mismo James Robert Baker, a acabar con Dios. La contracubierta de Anarchy dice que es «una potente y brillante sátira de la cultura americana en una era de sobreexposición mediática, en la que lo que nos cuentan reemplaza a la verdad y lo que vemos en televisión se convierte en nuestra religión».

## Recepción y crítica
La obra de Baker ha recibido todo tipo de opiniones. Boy Wonder y Fuel-Injected Dreams, sus únicos dos libros que no son específicamente de temática gay (aunque contengan personajes y cierto tipo de sensibilidad homosexual), fueron los mejor recibidos por la crítica y los más populares entre los lectores, aunque nunca fue un escritor de superventas. 
El mismo Baker estimó que solo habría vendido unas 25.000 copias de cada libro.
No obstante, su siguiente libro, Tim and Pete, recibió duras críticas, sobre todo por abogar por el asesinato político y las tácticas de terror para combatir la discriminación por el sida. «Creo que el asesinato realmente cambia las cosas... Pero no estoy haciendo un llamamiento a la violencia», dijo. «Es una novela, no un manifiesto».
Sin embargo, en una entrevista que concedió en 1993 Baker declaró lo siguiente:

Creo que puede hacerse una fuerte defensa de que un asesinato político realmente cambia las cosas. Si te fijas en los asesinatos en este país en la década de 1960 podrás ver cómo han afectado a la historia en gran medida. Por lo que si matas figuras de la derecha política, podrías alterar el curso de la historia y eliminar a gente que bien podría llegar a presidente en 1996 y a todos aquéllos cuyo principal objetivo actualmente es discriminar a los gays. Por un lado, no estoy alentando a que la gente con sida se convierta en bombas humanas, pero por otro lado he de admitir que si pusiera la CNN y escuchase que alguien le ha volado la cabeza a Patrick Buchanan, me pondría eufórico, mentiría si dijese lo contrario.

También hubo duras acusaciones de racismo, debido a su representación de negros e hispanos. Sin embargo, Baker negó esas acusaciones y apuntó que el protagonista finalmente se daba cuenta de que los negros eran también gais y la latina «solamente una anciana y dulce mujer aguantando tantas cosas que nunca me podría haber imaginado». Llegó también a decir: «Sólo quería explorar los conflictos entre gays y latinos, y entre gays y negros... los sentimientos reales [y] los malentendidos de cada uno. Me di cuenta de que no todo podía ser agradable ni políticamente correcto. Si los negros (y latinos) quieren mi respeto tendrán que acabar con su propia homofobia. Ya no hago el papel de liberal culpable».
Tim and Pete causó una gran controversia entre la crítica. Bernard Welt, en su crítica «Love and Death in the Gay Novel» (Amor y muerte en la novela gay), publicada en The Washington Post, calificaba la novela de «irresponsable» y decía que estaba «determinado a ofender» y «parece que apoya la violencia». 
En un artículo titulado «A Big Disease with a Little Name: Responses to AIDS in Contemporary Culture» (Una gran enfermedad con un nombre pequeño: respuestas al sida en la cultura contemporánea) de la revista Mots Pluriels de 1997, Mark Pegrum criticó el libro diciendo: «La obra rápidamente se convierte en una apología del terrorismo político y efectivamente defiende el asesinato de toda la Nueva Derecha Americana. Aunque las razones para esos motivos de venganza son tal vez evidentes, ¿puede realmente ser tolerada? ¿Está justificado referirse a esto como arte? Y aun si lo estuviera, ¿no hay un punto en el que tales invectivas (y tales sugerencias) devienen simplemente contraproducentes?».
Sin embargo, otra crítica en el Lambda Book Report de la Lambda Literary Foundation lo calificó como «una creación magistral», y decía: «En los próximos años, se verá que Baker entendió las implicaciones de este período en nuestra historia, mientras que el resto de nosotros simplemente lo estábamos viviendo». 
También se polarizó la opinión pública de los lectores, con cartas al editor en los principales periódicos, tanto de apoyo como de oposición a la ideología de Baker.

## Muerte
Después del recibimiento que tuvo Tim and Pete, con críticas que le llamaban «El último "hombre furioso" gay», Baker tuvo dificultades para encontrar una editorial para su obra y su posición financiera pasó a ser precaria. 
Solamente pudo llegar a publicar otra novela, Right-Wing, autopublicada en Internet. Su pareja, Ron Robertson, considera que esta dificultad arrastró a Baker, propenso a los estados depresivos, a un derrumbe emocional en espiral. 
Le recetaron antidepresivos, que rechazaba y no seguía la terapia. Baker se suicidó en su casa, el 5 de noviembre de 1997.
Los círculos literarios y la prensa convencional se hicieron eco de su muerte, desde el The New York Times y Los Angeles Times hasta el Gay Times en el Reino Unido, donde se decía que «el suicidio de Baker es especialmente trágico, ya que priva a los homosexuales de América de una voz muy refrescante, muy distinta de la prosa estirada de muchos de sus contemporáneos».

## Legado
Desde su muerte, la reputación de Baker ha aumentado constantemente entre la crítica y el público y sus obras han adquirido el estatus de culto en la comunidad literaria. 
A partir de 2006, las primeras ediciones de Adrenaline, Boy Wonder, Fuel-Injected Dreams y Tim and Pete se han convertido en objetos de coleccionista y alcanzan altos precios en las tiendas de libros raros.
Robertson, actualmente albacea literario de Baker, consiguió publicar dos novelas adicionales después de la muerte de Baker. Una de ellas, Testosterone, fue llevada a la gran pantalla en 2003. En Testosterona, dirigida por David Moreton y protagonizada por David Sutcliffe y Antonio Sabato Jr., el argumento fue modificado significativamente y la película fue un fracaso crítico y financiero. Los derechos de Wonder Boy y Fuel-Injected Dreams han sido adquiridos para el cine varias veces, recientemente en 2004, aunque nunca se produjeron. El trabajo de Baker ha sido publicado también en Alemania, Suecia, Italia, Gran Bretaña, Australia, Japón y Rusia.
Aunque Tim and Pete fue su obra más controvertida, Boy Wonder se considera su obra maestra y sigue siendo su libro más popular. 
Una sátira negra de la industria cinematográfica, Boy Wonder es también una parodia de las biografías «orales» popularizadas por George Plimpton en sus libros sobre Edie Sedgwick y Truman Capote, en los que la vida de los protagonistas se revela en forma de entrevistas entre el escritor y los personajes. Ha sido elogiada como «una de las pocas novelas de las últimas dos décadas que se podría con razón llamar un clásico».
La última novela publicada de Baker, Right-Wing, así como sus novelas póstumas Testosterone y Anarchy, representan el inicio de un cambio de estilo en el que el autor se inserta a sí mismo en la trama como personaje, sea secundario o protagonista. Así como Testosterone necesitó solo cambios menores, Anarchy fue sometido a una completa reescritura por el editor, Scott Brassart, quien reestructuró la trama y resumió más de 500 páginas de prosa y notas en una trepidante novela de 250 páginas. El lector, sin embargo, solo escucha la voz de Baker como escritor.
Tres de los libros de Baker, White Devils, Proto Punk y Crucifying Todd, no han sido hasta ahora publicados. Además, escribió dos guiones que aún no han sido filmados: Inez y Desert Women.

## Obras publicadas
- Adrenaline (1985) Signet Books/New American Library ISBN 0-451-13563-6
- Fuel-Injected Dreams (1986) E. P. Dutton ISBN 0-525-24417-4
- Boy Wonder (1988) New American Library ISBN 0-453-00597-7
- Tim and Pete (1993) Simon and Schuster ISBN 0-671-79184-2
- Right-Wing (1996, publicada exclusivamente en Internet)
- Testosterone (publicada póstumamente en 2000) Alyson Publications ISBN 1-55583-567-8
- Anarchy (publicada póstumamente en 2002) Alyson Publications ISBN 1-55583-743-3